# 1er pluviôse
1er nivôse 1er ventôse
Le primidi 1er pluviôse, officiellement dénommé jour de la lauréole, est le 121e jour de l'année du calendrier républicain.
C'était généralement le 20e jour du mois de janvier dans le calendrier grégorien.